# Абд аль-Кадір I
Абд аль-Кадір I (*араб. عبد القادر الأول; бл. 1500 — 1558) — 3-й макк (султан) Сеннару в 1551—1558 роках.

## Життєпис
Походив з династії Фундж. Син макка Амара I. Народився близько 1500 року. Замолоду захопився ісламським вченням. Достеменно невідомо чи навернувся до ісламу до сходження на трон або після цього. Посів трон 1551 року після смерті старшого брата Наїля.
Відомий як перший мусульманський правитель Сеннару. Усіляко підтримував ісламських проповідників. Водночас виявив терпимість до християн та поган. 
Продовжив активну загарбницьку політику, 1554 року зайнявши гірську область Мойя, підкоривши південний Кордофан. Місцевим шейхам та їх родинам наказав прийняти іслам. Також було підкорено області Сакаді в Гезіру на півдні та землі Бадуюн на півночі. Помер 1558 року. Йому спадкував небіж Амара II.